# ماني دياز (سياسي)
ماني دياز (بالإنجليزية: Manny Diaz)‏ هو سياسي أمريكي وكوبي، ولد في 5 نوفمبر 1954 في هافانا في كوبا.